# Shichikashuku
Shichikashuku (七ヶ宿町, Shichikashuku-machi) est un bourg du district de Katta, dans la préfecture de Miyagi, au Japon.

## Géographie

### Démographie
Au 1er décembre 2014, la population de Shichikashuku s'élevait à 1 495 habitants répartis sur une superficie de 263 km2.